# 기적의 소년
《기적의 소년》(Breakthrough)은 미국에서 제작된 록산느 더우손 감독의 2019년 드라마 영화이다. 토퍼 그레이스 등이 주연으로 출연하였다.
2019년 3월 20일 세인트루이스에서 초연되었으며 2019년 4월 17일 20세기 폭스에 의해 개봉되었다.

## 출연

### 주연
- 토퍼 그레이스
- 크리시 메츠
- 조쉬 루카스

### 조연
- 레베카 스탭
- 데니스 헤이스버트
- 마이크 콜터